# Укамкина
Укамкина — ручей на полуострове Камчатка в России. Протекает по территории Усть-Камчатского района. Протяжённость составляет 36 км.
Начинается из языка ледника Тюшева на склоне вулкана Шивелуч. Течёт в западном направлении. Севернее горы Укамкина от реки отделяется ручей Мутный. По данным государственного водного реестра впадает в реку Еловка слева на расстоянии 56 км от устья; согласно картам Генерального Штаба ВС СССР теряется на поросшей лиственнично-берёзовым лесом равнине.
Название в переводе с корякского Уккамкин — «деревянное блюдо». В окрестностях реки местные жители брали материал для изготовления деревянной посуды, что и отразилось в названии.
По данным государственного водного реестра России относится к Анадыро-Колымскому бассейновому округу. Код водного объекта — 19070000112220000016848